# Liste des abbés de Saint-Honorat de Lérins
La liste des abbés de l'abbaye de Lérins a été rédigée à partir du livre de l'abbé Alliez, Histoire du monastère de Lérins. Ce travail ne repose pas sur des sources suffisamment établie; il doit être entièrement revu et complété, notamment d'après :
- Cartulaire de l’abbaye de Lérins, éd. H. Moris et E. Blanc, 2 vol., Paris, 1883-1905, t. 2 p. 291-293 : "Chronologie des abbés de Lérins", de préférence à la chronologie du 'Gallia christiana' reproduite dans le t. 1, p. 358.
- Henri Moris, L'Abbaye de Lérins. Histoire et monuments, Paris 1909, p. 214 et suiv. (liste des abbés triennaux).
- l'étude de Germain Butaud,  « Listes abbatiales, chartes et cartulaire de Lérins : problèmes de chronologie et de datation (XIe – XIIe siècles) », dans Yann Codou et Michel Lauwers (éd.), Lérins, une île sainte de l'Antiquité au Moyen Âge, Turnhout, 2010 (Collection d’études médiévales, 9), p. 365-444 qui a renouvelé et précisé la chronologie des abbés de Lérins.

## Liste des abbés
- Saint Honorat, vers 408, fondateur de l'abbaye de Lérins
- Saint Maxime, 426, il devient évêque de Riez.
- Saint Fauste, 432, il devient évêque de Riez à la mort de saint Maxime le 27 novembre 455. Il meurt après 493.
- Nazaire
- Anselme, 455
- Saint Porcaire Ier, 489
- Léonce[2]
- Honorat II, 507
- Abbon, 530
- Florian, 550
- Saint Virgile ?
- Marin, 589
- Etienne, 596
- Saint Chonon ou Bonfort, 611
- Saint Nazaire ?
- Saint Maxime II, 641
- Saint Eucher ?
- Saint Vincent ?
- Saint Aigulphe, 661 ou 666. Il naquit à Blois vers 630, moine à l’abbaye de Fleury, va chercher les reliques de saint Benoît et sainte Scolastique au Mont-Cassin, envoyé par Clotaire III à l’abbaye de Lérins pour rétablir la discipline, élu abbé en 661. Les moines Arcade et Colombe avec l’aide de l’évêque d’Uzès Mommole, se rebellèrent contre lui, le jetèrent en prison, lui coupèrent la langue et lui crevèrent les yeux. Enfin ils le livrèrent avec 33 autres moines à des pirates qui les tuèrent sur une île située entre la Corse et la Sardaigne. Le corps a été ramené à l’abbaye de Lérins en 675 par Rigomir.
- Rigomir ?
- Saint Amand vers, 690
- Sylvain ?
- Saint Porcaire II, vers 730. L’abbaye est prise par les Sarrasins en 731 qui y massacrèrent plus 500 religieux.
- Eleuthère, 752
- Saint Florent ?
- Saint Ardémius ?
- Saint Ebibode ?
- Saint Evode ou Vosy ?
- Saint Polémius ?
- Léotmonde, 814
- Albert (douteux), 954
- Saint Mayeul, vers 980
- Garnier, 990
- Saint Odilon de Cluny, vers 994
- Amalric, 1025
- 1044-1088 : Aldebert 1er [3]
- 1088-1103 : Aldebert (alias Eldebert) II (né vers 1054 c.), abbé jusqu'en janvier 1103, puis évêque d’Albenga  (†1/2 décembre 1124) [3]
- 1103 : Pons (Pontis Fortis) [3]
- Pierre 1er de Lérins, 1110
- Foulque 1er, 1115
- Pierre II, 1120
- Garin, 1125
- Foulque II, 1131
- Hugues, 1145
- Raymond 1er, 1146
- Raymond II, 1150
- Boson, 1151
- Raymond III, 1162
- Geoffroy, 1171
- Augier, 1171
- Raymond IV de Moustiers, 1181*
- Aldebert III ou Andebert, 1183* [4]
- Rostan 1er de Flayosc,  1183*
- Rostan II des Musges, 1201*
- Guillaume 1er de Gourdon, 1202
- Guillaume II d'Esclapon, 1212
- Giraud, 1219
- Raymond V d'Aseros, 1231
- Aldebert IV, élu en 1240, mort en 1247*[5]
- Aycard ou Aymar de Tourves, 1244
- Bernard Ayglier [1216-1282], abbé de 1256 à 1263[6]. Il fut abbé du Mont-Cassin, évêque puis cardinal
- Nicolas, 1263
- Pierre III de Saint-Paul-de-Vence, 1271[7]
- Gancelme, 1295
- Foulque III, 1309
- Hugues II, 1312
- Nicolas II, 1313
- Rostan III, 1314
- Giraud et Raymond, 1331
- Bertrand et Guillaume, 1347
- Guillaume III, 1348
- Alziary et Rostan,  1361
- Jean de Thornafort, 1365
- Rostan IV, 1399
- Jacques Catalani (administrateur), 1408
- Cardinal Pierre, 1419 ou 1410
- Rostan IV (bis), 1411
- Geoffroy II de Montchoisi, 1420-1435/1436 (attesté)
- Louis du Pont, 1437
- Antoine de Rostaing, 1440-1447 [8]
- Guillaume IV, 1447 ?
- André de Plaisance (ou de Fontaine), 1447-1464[8].

## Liste des abbés commendataires
- Isnard de Grasse, 1464, évêque de Grasse[9]
- Jean-André Grimaldi, 1482-1500, évêque de Grasse, référendaire de Sixte IV, camérier et légat du pape en Avignon en 1494[9]
- Augustin Grimaldi, 1500-1532 (né en 1481, neveu du précédent, évêque de Grasse en 1505)[10]
- Jean du Bellay (1492-1560), évêque de Paris et cardinal, 1532[11].
- Guillaume Pellicier 1548-1567, évêque de Montpellier[12],
- Charles cardinal de Bourbon, 1568-1575 [13]
- François de Bolliers, 1575-1591[13]
- Jean-Baptiste de Romans d’Agoult, 1591
- Charles Ier de Guise, prince de Joinville, 1611. Il demande le rétablissement de la commende en 1614 au roi qui le lui accorde. Mais les religieux résistent et accordent au prince l’île Sainte-Marguerite avec l’accord du pape.

Le monastère est sorti de la congrégation du Mont-Cassin, remis en commende et uni à la congrégation de Saint-Maur le 27 mai 1638.
- Louis de Nogaret de La Valette d'Épernon, cardinal, 1638
- Armand de Bourbon, prince de Conti, 1644. Le roi remet le monastère sous la congrégation du Mont-Cassin (congrégation de Sainte-Justine de Padoue)
- Jules Mazarin, cardinal ministre, 1656-+1661
- Cardinal Louis de Vendôme, 1661-1669, abbé sans bulle pontificale de confirmation[14].
- Philippe de Vendôme, 1670-1727, fils du précédent, abbé sans bulle pontificale de confirmation[14].
- Charles-Léonce-Octavien d'Antelmy, 1727-1752, évêque de Grasse[15]
- Louis Sextius Jarente de La Bruyère (1706-1788), abbé de 1752-1788 [16]), évêque de Digne depuis 1746, d'Orléans en 1758.

## Liste des abbés triennaux réguliers de la Congrégation de Sainte-Justine de Padoue
- Jérôme de Montferrat, 1516
- Léonard d’Oneille, 1519
- Simon de Gênes, 1522
- Jean Maria de Montferrat, 1522
- Jérôme de Mont-Rouge 1523
- Grégoire Cortèse de Modène, 1524
- Jérôme de Mont-Rouge (bis), 1527
- Jean Evangélista d’Averse, 1530
- Jean-Baptiste de Tortose, 1532
- Benoît de Gênes, 1534
- Laurent de Crémone, 1536
- Jérôme de Pavie, 1542
- Denis Faucher, 1544
- Césaire de Laude, 1547-1550 [17]
- Honoré de Saluces, 1550
- Placide de Gênes, 1552
- Simplicien de Valteline, 1554
- Césaire de Laude (bis), 1558-1561 [18]
- Honoré de Saluces (bis), 1561
- Maxime Andolfi de Colmars, 1568
- Césaire de Laude (ter) 1570
- Germain Ballon d’Ayglun, 1575
- Jérôme de Pérouse, 1577
- Tiburce de Bresse, 1580
- Benoît de Vénise, 1582
- Germain Ballon (bis), 1588
- Ange de Pontevez, 1590
- Hilaire d’Antibes, 1593. Il possède l’abbaye après la suppression de la commende
- Julien d’Azula, 1601
- Pierre Paul, de Florence, 1602
- Zenobio Penigivo, de Pérouse, 1608
- Césaire Barcillon, 1609
- Antoine de Murs, de Nice, 1614
- Théodore Tardivi, de Grasse, 1617
- Ange de l’Isle, 1621. Il est déposé en 1623 pour avoir dissipé les biens de la communauté.
- Angélique de Reggio, 1623
- Etienne d’Antibes, 1625
- Théodore Tardivi (bis), 1626
- Louis Maynier, 1632
- Honoré Clary de Pontevez d’Ubraye, 1632

En 1635, les îles de Lérins sont prises par les Espagnols.
En 1638, le monastère est remis en commende.
Congrégation de Saint-Maur :
- Hyacinthe Pradet, 1638
- Léandre, 1645

Congrégation de Sainte-Justine et du Mont-Cassin :
- Lambert Jordany, 1640 (avant)[19].
- Louis Maynier, 1645
- Honoré Clary (bis), 1651
- César Barcillon, 1666
- Maur de Guérin, 1666[20]
- César Barcillon, 1678
- Joseph de Meyronnet, 1693
- André Bernardi …
- Hilaire Gastaud …
- Fauste de Ballon …
- Joseph de Benoît d'Aix, 1730-1740 [21]

Union à la Congrégation de Cluny :
- Maxime Raimbert, prieur 1757
- Théodule Bon, 1781

1788-1869 : Sécularisation

## Liste des abbés depuis la restauration du monastère (1869)
En 1869, l'abbaye de Lérins est refondée par l'abbaye de Sénanque (ordre cistercien ; congrégation des cisterciens de l'Immaculée Conception).
- Dom Marie Bernard Barnouin, 1871-1888[22]
- Dom Marie Colomban Legros, 1888-1911[23]
- Dom Marie Patrice Lerond, 1911-1917[24]
- Dom Marie Léonce Granet, 1918-1928[24]
- Dom Marie André Drilhon, 1928-1937[25]
- Dom Marie François d’Assise Causse, 1937-1945[24]
- Dom Marie Bernard Chalagiraud, 1945-1958[24]
- Dom Marie Bernard de Terris, 1958-1989[24]
- Dom Marie Nicolas Aubertin, 1989-1998[26]
- Dom Marie Vladimir Gaudrat, 1998-20[24].